# Přebor Jihočeského kraje 2002/2003
Přebor Jihočeského kraje (jednu ze skupin 5. fotbalové ligy) hrálo v sezóně 2002/2003 16 klubů. Vítězem a postupujícím se stalo mužstvo FK Slavoj Český Krumlov. Sestoupily poslední čtyři týmy TJ Slovan Jindřichův Hradec, TJ Smrčina Horní Planá, FK Olešník a TJ AKRA České Budějovice.

## Systém soutěže
Kluby se střetly v soutěži každý s každým dvoukolovým systémem podzim–jaro, hrály tedy 30 kol.

## Výsledná tabulka
| Poř. | Tým                         | Z  | V  | R | P  | VG | OG | B  |
| ---- | --------------------------- | -- | -- | - | -- | -- | -- | -- |
| 1.   | FK Slavoj Český Krumlov     | 30 | 24 | 4 | 2  | 62 | 14 | 76 |
| 2.   | TJ Malše Roudné             | 30 | 15 | 8 | 7  | 62 | 32 | 53 |
| 3.   | SK Jankov                   | 30 | 14 | 6 | 10 | 55 | 29 | 48 |
| 4.   | FK Protivín                 | 30 | 14 | 5 | 11 | 39 | 34 | 47 |
| 5.   | FC Protom Přešťovice        | 30 | 13 | 7 | 10 | 40 | 31 | 46 |
| 6.   | SK Lišov                    | 30 | 13 | 5 | 12 | 61 | 55 | 44 |
| 7.   | SK DZ Vodňany               | 30 | 12 | 6 | 12 | 53 | 47 | 42 |
| 8.   | FC Chýnov                   | 30 | 11 | 8 | 11 | 45 | 48 | 41 |
| 9.   | SK Rudolfov                 | 30 | 12 | 5 | 13 | 49 | 46 | 41 |
| 10.  | SK Čtyři Dvory              | 30 | 12 | 5 | 13 | 42 | 48 | 41 |
| 11.  | FK Rašelina Soběslav        | 30 | 11 | 7 | 12 | 53 | 62 | 40 |
| 12.  | TJ Dražice                  | 30 | 12 | 4 | 14 | 35 | 41 | 40 |
| 13.  | TJ Slovan Jindřichův Hradec | 30 | 10 | 6 | 14 | 38 | 51 | 36 |
| 14.  | TJ Smrčina Horní Planá      | 30 | 9  | 8 | 13 | 35 | 46 | 35 |
| 15.  | FK Olešník                  | 30 | 7  | 3 | 20 | 30 | 66 | 24 |
| 16.  | TJ AKRA České Budějovice    | 30 | 5  | 5 | 20 | 27 | 66 | 20 |

Poznámky:
- Z = Odehrané zápasy; V = Vítězství; R = Remízy; P = Prohry; VG = Vstřelené góly; OG = Obdržené góly; B = Body

|  | Postup do příslušné Divize (A, B nebo C) |
|  | Sestup do příslušné I. A třídy           |